# Zelený kříž
Zelený kříž (německy Kreuzhügel) je kopec v Oderských vrších (části Nízkého Jeseníku) s vrcholem v nadmořské výšce 661 m n. m. Nachází se u obce Kozlov v okrese Olomouc velmi blízko u cesty z Potštátu do Velkého Újezdu (poblíž zaniklé samoty U Zeleného kříže). Kopec leží na hranici úmoří Černého moře a Baltského moře.

## Další informace
Na vrchol nevede žádná turistická značka avšak je přístupný z blízkého místa U Zeleného kříže. Kopec leží na hranici vojenského újezdu Libavá. Poblíž vrcholu, U Zeleného kříže, je umístěn zelený kříž, informační tabule, památník založení vojenského újezdu Libavá, turistický přístřešek a parkoviště.
Poblíže vrcholu Zeleného kříže pramení potoky Jezernice (přítok Bečvy, rozvodí Černého moře) a Smolenský potok a Plazský potok (přítoky Odry, rozvodí Baltského moře).
Severně od Zeleného kříže se ve středověku nacházela osada Smolno (Smolná), poblíž kopce Smolná, a právě někde mezi Smolnem a Zeleným křížem prý bylo vyhlášené pohřebiště sebevrahů, vrahů a jiných „nežádoucích“ osob. Zde prý pochovávali nebožtíky přivezené i z velké dálky, například z Valašska. Pohřebiště bylo v minulosti spojováno také s pověstmi o čarodějnictví, vampýrismu atp. Pro přímé potvrzení vesnice a pohřebiště Smolna, poblíže vrcholu Smolná, by bylo třeba provést archeologický průzkum v lokalitě.
Severně od Zeleného kříže se nachází cenná přírodní rezervace Smolenská luka pod kopcem Smolná.
Asi 860 metrů od Zeleného kříže (GPS 49.6154267N, 17.5500722E) havarovalo letadlo, což připomínala na místě havárie cedule a kříž.

## Galerie fotografií

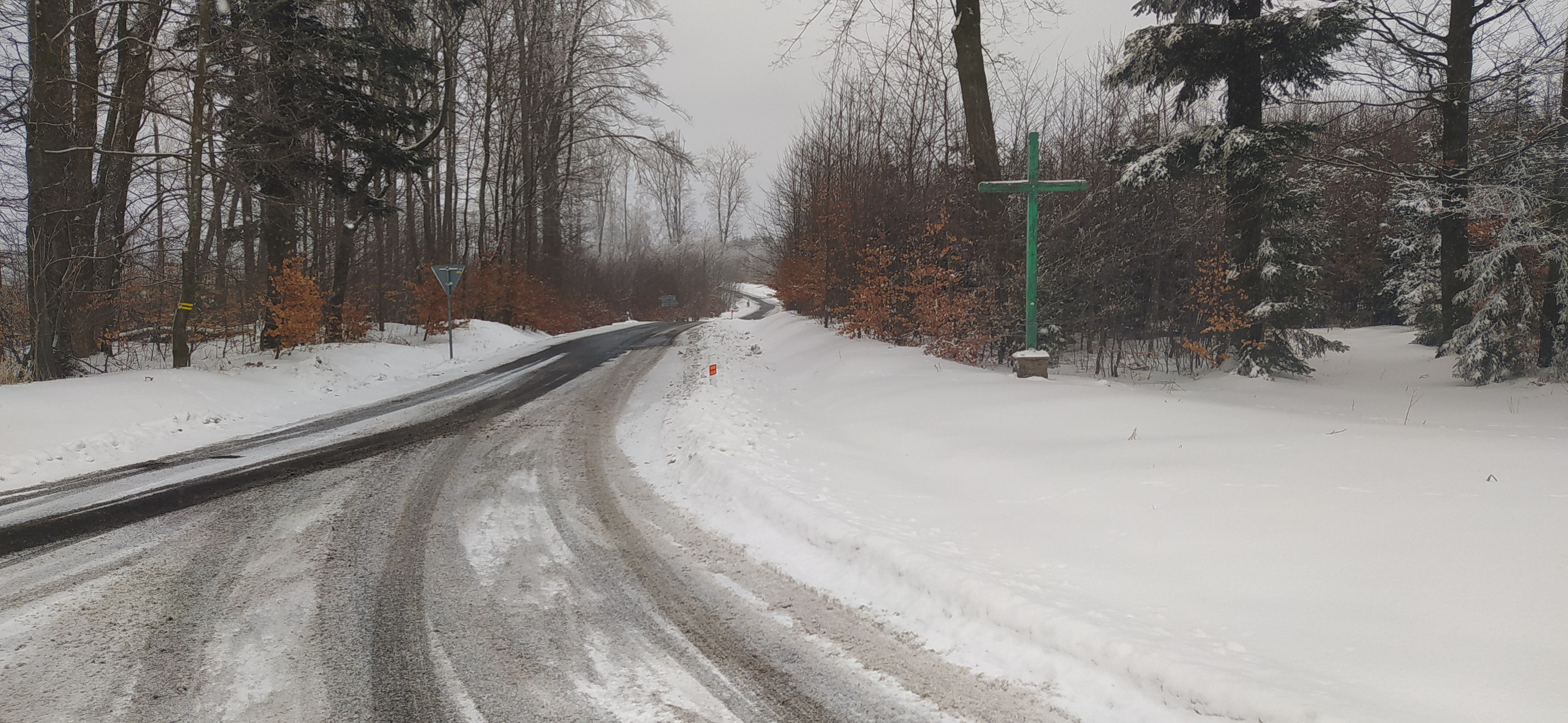
Zelený kříž pod vrcholem Zeleného kříže
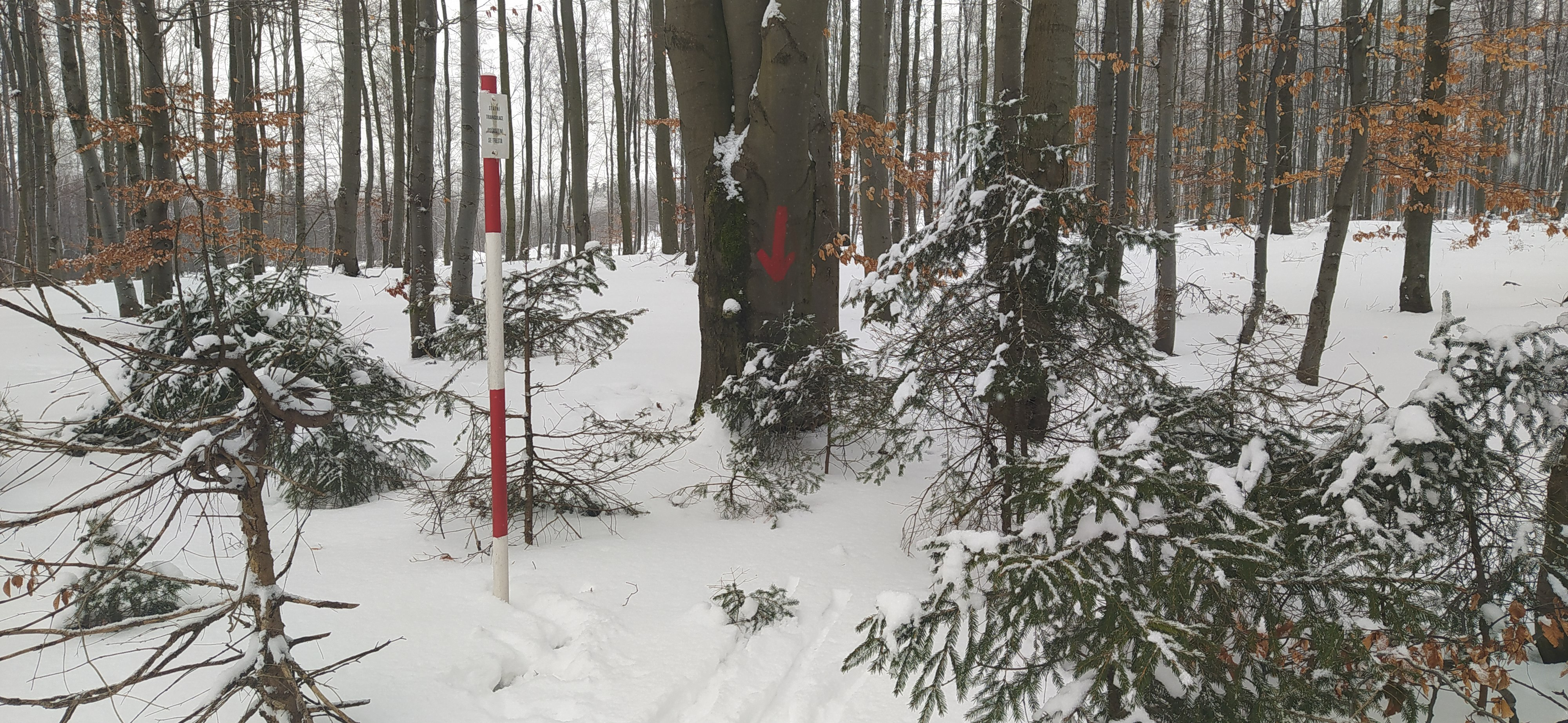
Vrchol Zeleného kříže
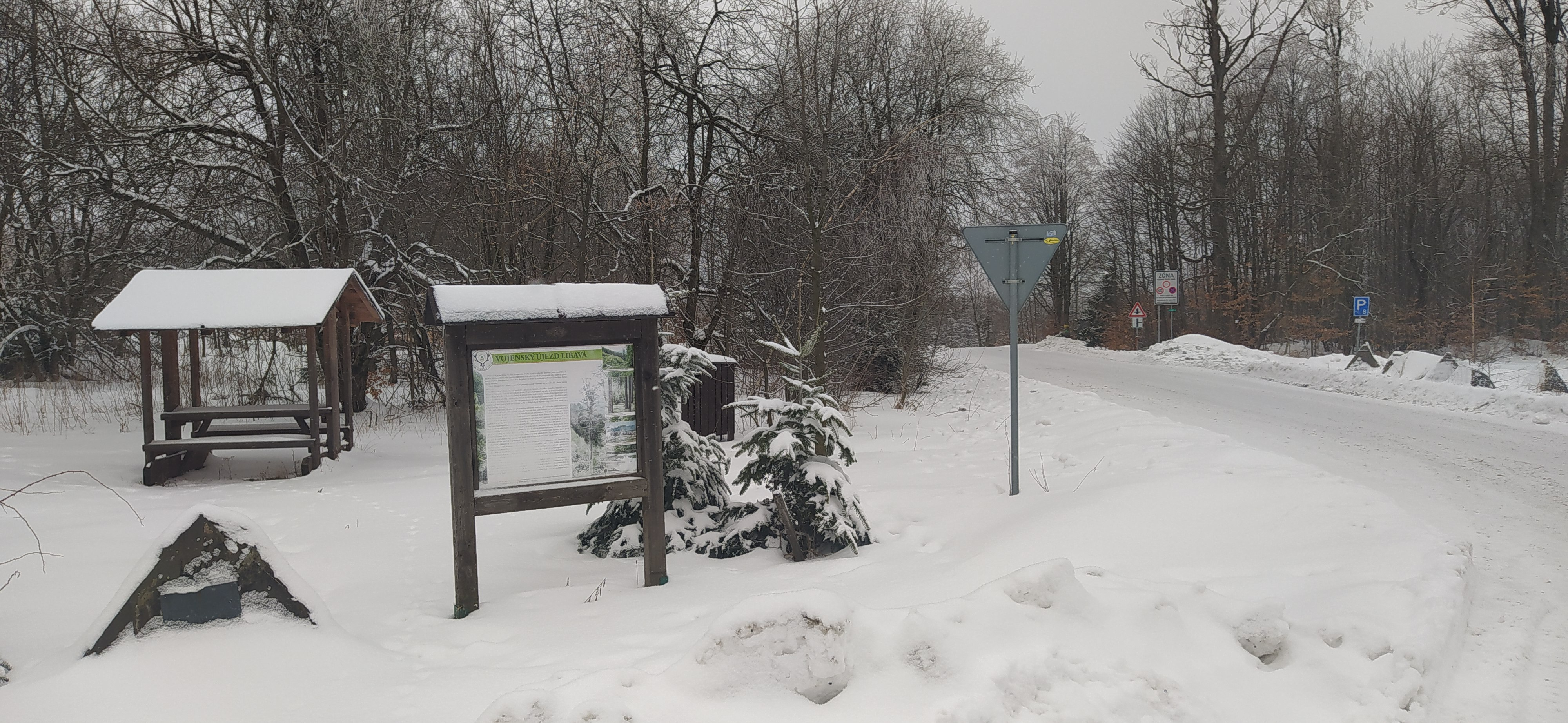
U Zeleného kříže
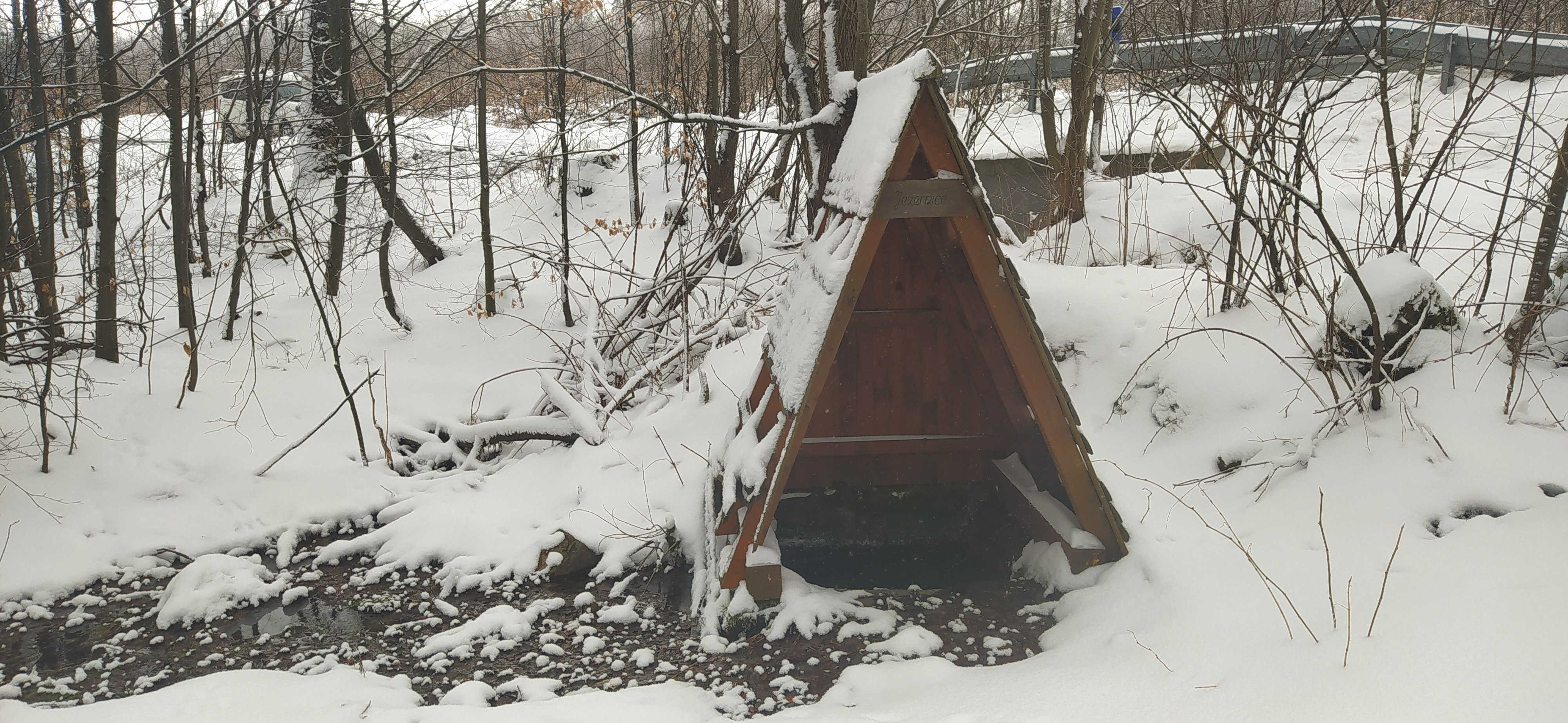
Pramen potoka Jezernice